# درامیتسه (بوتان)
درامیتسه (به لاتین: Dramitse) یک منطقهٔ مسکونی در بوتان (کشور) است که در Mongar District واقع شده‌است.
 درامیتسه   ۲٬۱۰۰ متر بالاتر از سطح دریا واقع شده‌است.